# 丰库韦尔特 (奥德省)
丰库韦尔特（法語：Fontcouverte，法語發音：[fɔ̃kuvɛʁt] ⓘ）是法国奥德省的一个市镇，属于纳博讷区。

## 地理
丰库韦尔特（43°10'5"N, 2°41'19"E）面积9.97 平方千米，位于法国奧克西塔尼大區奥德省，该省份为法国南部沿海省份，北起塔恩省，西北接上加龙省，西接阿列日省，南至东比利牛斯省，东临地中海，东北与埃罗省接壤。
与丰库韦尔特接壤的市镇（或旧市镇、城区）包括：科尼亚克科尔比埃、法布勒藏、费拉勒莱科比耶尔、蒙特布兰代科尔比埃、穆克斯。
丰库韦尔特的时区为UTC+01:00、UTC+02:00（夏令时）。

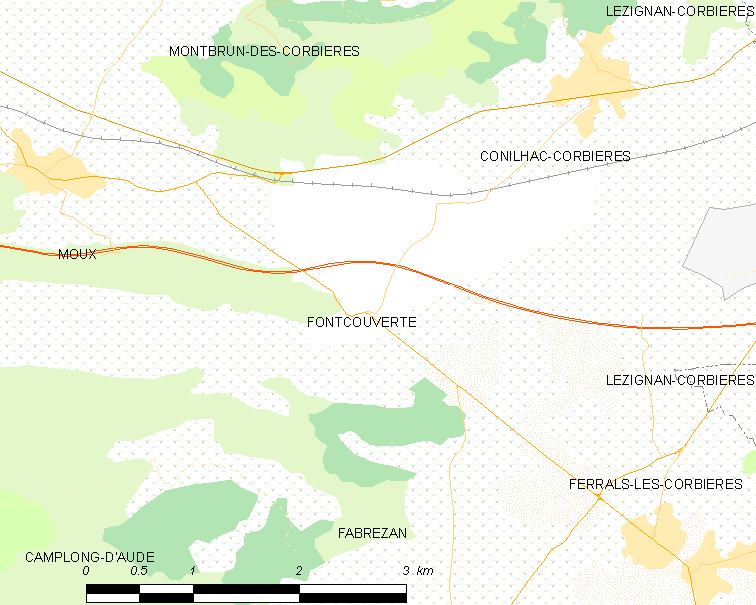
丰库韦尔特的OSM定位图

## 行政
丰库韦尔特的邮政编码为11700，INSEE市镇编码为11148。

## 政治
丰库韦尔特所属的省级选区为莱科比耶尔县。

## 人口

1962-2008年间丰库韦尔特人口变化图示

丰库韦尔特于2022年1月1日时的人口数量为574人。